# Кулініч Лідія Юхимівна
Лі́дія Юхи́мівна Кулі́ніч (Кулинич) (нар. 20 квітня 1939, село Ректа, тепер Славгородського району Могильовської області, Республіка Білорусь) — українська радянська діячка, новатор сільськогосподарського виробництва, доярка радгоспу Дубов'язівського цукрового комбінату Конотопського району Сумської області. Депутат Верховної Ради УРСР 7—8-го скликань.

## Біографія
Народилася в селянській родині. У 1955 році закінчила семирічну школу.
У 1955—1958 роках працювала в колгоспі імені Калініна Славгородського району Могильовської області Білоруської РСР.
У 1958—1960 роках — ланкова Білозерського відділку радгоспу Дубов'язівського цукрового комбінату селища Білозерки Конотопського району Сумської області.
З 1960 року — доярка Білозерського відділку радгоспу Дубов'язівського цукрового комбінату селища Білозерки Конотопського району Сумської області. Досягала високих надоїв молока: середньорічний надій від фуражної корови становив 4372 кілограми. Ударниця комуністичної праці.
Член КПРС з 1969 року.
У 1978 році закінчила Маловисторопський радгосп-технікум Сумської області.
Працювала бухгалтером радгоспу Дубов'язівського цукрового комбінату селища Білозерки Конотопського району Сумської області.
Потім — на пенсії у селищі Білозерка Конотопського району Сумської області.

## Нагороди
- орден Леніна
- орден Трудового Червоного Прапора
- медалі
- значок «Відмінник соціалістичного змагання Української РСР»